# Grande sabato
Grande sabato è un'indicazione temporale e liturgica che compare nel Vangelo di Giovanni e in alcuni scritti dei primi secoli della Chiesa. Il suo significato è controverso.

## Interpretazioni
Nel Vangelo di Giovanni compare l'affermazione che la morte di Gesù è avvenuta alla vigilia di un “grande sabato” (Gv 19,31). La maggior parte degli esegeti ritiene che il giorno successivo fosse un sabato e simultaneamente il giorno di Pasqua (14 Nisan) e perciò anche la vigilia della festa dell'elevazione del primo covone di orzo.
In alcuni scritti del primo cristianesimo il termine sembra aver acquisito un diverso significato. La chiesa di Smirne, infatti, scrisse a Filomelio che il martirio del suo vescovo, Policarpo, era avvenuto in un “grande sabato”. Dato che l'evento è solitamente collocato il 23 febbraio, risulta improbabile che questo "grande sabato" coincidesse con la Pasqua. Alcune delle soluzioni proposte sono:
- Nel primo cristianesimo il grande sabato avrebbe indicato la domenica, mentre il sabato vero e proprio sarebbe stato chiamato piccolo sabato. Questa soluzione proposta da Mazochius nel 1744 e ripresentata da Brind'Amour nel 1980, sarebbe però fondata soltanto su una interpretazione inesatta di un'opera di Epifanio di Salamina.[3]
- Secondo il gesuita G. Bouchier (“Bucherius”) il grande sabato non aveva nulla a che fare con il giorno della settimana, ma sarebbe semplicemente stato il primo giorno degli Azimi, la prima delle tre grandi feste di pellegrinaggio comandate in Es 23,14.[4]
- Secondo B. Sepp e W. Rordorf il grande sabato in questo contesto sarebbe semplicemente l'ultimo giorno dell'anno romano, appunto il 23 febbraio, giorno in cui si celebravano i terminalia, grandiose feste in onore di Giove Terminus.[5]

Di fronte alle difficoltà di queste soluzioni, altri studiosi si sono attenuti al collegamento con la Pasqua e hanno trovato motivazioni per spostare la data del martirio ad una data successiva all'equinozio di primavera e perciò compatibile con la ricorrenza della Pasqua.